# Hamswehrum
Die Ortschaft Hamswehrum liegt in der Gemeinde Krummhörn im westlichen Ostfriesland. Sie befindet sich im Landkreis Aurich in Niedersachsen. Der Ort ist circa zwei Kilometer von der Nordsee entfernt. Zurzeit hat die Ortschaft 469 Einwohner (31. Dezember 2012). Durch den Ort führt die Landesstraße 2, die den Ort mit Groothusen und Upleward verbindet.

## Geschichte
Hamswehrum wurde 1375 erstmals urkundlich erwähnt. Vermutlich wurde Hamswehrum von Bewohnern einer untergegangenen Siedlung (Hamswehr oder Hayenswehr) gegründet. Der Name Ham ist eine alte Landschaftsbezeichnung der südwestlichen Region der Gemeinde Krummhörn. In der Geschichte des Ortes tauchen immer wieder bemerkenswerte Gebäude wie die Geele Burg, die gelbe Burg, auf. Heute erinnert nur noch ein nach der Burg benannter Platz an die gelbe Burg.
Im Jahre 1744 fiel Hamswehrum wie ganz Ostfriesland an Preußen. Die preußischen Beamten erstellten 1756 eine statistische Gewerbeübersicht für Ostfriesland. In jenem Jahr gab es in Hamswehrum 16 Kaufleute und Handwerker, darunter fanden sich jeweils drei Schneider und Schuster, jeweils zwei Bäcker, Leineweber und Schmiede sowie ein Zimmermann. Von den drei Kaufleuten handelten zwei mit Kleinigkeiten von Salz, Tabak und Seife, der dritte mit Mehl.
Jahrhundertelang waren die natürlichen Tiefs und die Entwässerungskanäle, die die Krummhörn in einem dichten Netz durchziehen, der wichtigste Verkehrsträger. Über Gräben und Kanäle waren nicht nur die Dörfer, sondern auch viele Hofstellen mit der Stadt Emden und dem Hafenort Greetsiel verbunden. Besonders der Bootsverkehr mit Emden war von Bedeutung. Dorfschiffer übernahmen die Versorgung der Orte mit Gütern aus der Stadt und lieferten in der Gegenrichtung landwirtschaftliche Produkte: „Vom Sielhafenort transportierten kleinere Schiffe, sog. Loogschiffe, die umgeschlagene Fracht ins Binnenland und versorgten die Marschdörfer (loog = Dorf). Bis ins 20. Jahrhundert belebten die Loogschiffe aus der Krummhörn die Kanäle der Stadt Emden.“
Torf, der zumeist in den ostfriesischen Fehnen gewonnen wurde, spielte über Jahrhunderte eine wichtige Rolle als Heizmaterial für die Bewohner der Krummhörn. Die Torfschiffe brachten das Material auf dem ostfriesischen Kanalnetz bis in die Dörfer der Krummhörn, darunter auch nach Hamswehrum. Auf ihrer Rückfahrt in die Fehnsiedlungen nahmen die Torfschiffer oftmals Kleiboden aus der Marsch sowie den Dung des Viehs mit, mit dem sie zu Hause ihre abgetorften Flächen düngten.
Auf die Bedeutung des Anbaus von Bohnen weisen noch die beiden Hofstellen Groß und Klein Bohnenburg hin.
Am 1. Juli 1972 wurde Hamswehrum in die neue Gemeinde Krummhörn eingegliedert.

## Kultur und Sehenswürdigkeiten
Zu den sehenswerten Gebäuden im Ort gehört das Malerhaus, eine Galerie und Kunstwerkstatt. Des Weiteren ist die Hamswehrumer Kirche sehenswert.

## Wirtschaft und Infrastruktur
Das Hamswehrumer Tief war bis zum Ausbau der Straßeninfrastruktur in der Krummhörn am Ende des 19. Jahrhunderts die wichtigste Verkehrsanbindung des Ortes. Es handelt sich um einen Stichkanal, der über das Campener und Groothuser Tief zum Knockster Tief führte und damit die Verbindung nach Emden darstellte. Es wird heute nur noch für den Freizeitverkehr genutzt. Im Straßenverkehr wird Hamswehrum durch die Landesstraße 2 (Pewsum–Emden-Neermoor) angebunden. Die nächstgelegene Autobahnauffahrt ist die Anschlussstelle Emden-West, der Beginn der A 31.

## Persönlichkeiten
- Lenhard Everwien (* 1897 in Hamswehrum; † 1971), Kreisleiter der NSDAP Norden–Krummhörn